# Beni Ouarsous
Beni Ouarsous (em árabe: بني ورسوس) é uma cidade e comuna localizada na província de Tremecém, no noroeste da Argélia. Em 2008, sua população era de 12 110 habitantes.